# Lejeunea fulfordiae
Lejeunea fulfordiae är en bladmossart som först beskrevs av Suzanne Ast, och fick sitt nu gällande namn av R.L.Zhu. Lejeunea fulfordiae ingår i släktet Lejeunea och familjen Lejeuneaceae. Inga underarter finns listade i Catalogue of Life.